# Маратхі (мова)
Мара́тська мова, мара́тхі, мара́тги (деванагарі: मराठी, моді: 𑘦𑘻𑘚𑘲; Marāṭhi) — індоарійська мова народу маратги, поширена в індійському штаті Магараштра, а в меншій мірі в інших частинах Індії (штати Гоа, Гуджарат, Мадх'я-Прадеш, Карнатака, Андхра-Прадеш, Таміл-Наду), Маврикії, Ізраїлі, Пакистані. Це офіційна мова штату Магараштра та союзних територій Даман і Діу і Дадра і Нагар-Хавелі. Всього мовою розмовляє близько 94 мільйонів осіб, для 70 млн з яких мова є рідною. Це четверта за числом носіїв мова в Індії та 15-та у світі. Маратхі є найстарішою з сучасних індоарійських мов, походячи приблизно з 7-10 століття. Вважається, що мова виникла з санскриту через пракрит і апабграншу, багато елементів граматики отримано з палі.